# 1214
1214 (MCCXIV) fue un año común comenzado en miércoles del calendario juliano.

## Acontecimientos
- En China, el ejército mongol conducido por Gengis Khan conquista la capital del norte, Pekín.
- En julio se libra la batalla de Bouvines en la que Otón de Brunswick, aliado con Juan Sin Tierra, es derrotado por el rey francés Felipe Augusto.
- En los Países Bajos sucede una gran marejada ciclónica que afecta todas las regiones del país y erosiona las zonas de turba.

## Nacimientos
- 25 de abril: Luis IX, rey francés.
- Roger Bacon, filósofo inglés.

## Fallecimientos
- 18 de agosto: Pedro Fernández de Castro, el Castellano, aristócrata castellano (n. 1155).
- 14 de septiembre: Alberto de Vercelli, religioso italiano, patriarca de Jerusalén (n. 1149).
- 6 de octubre: Alfonso VIII, rey castellano, hijo de Sancho III el Deseado y de la reina Blanca Garcés de Navarra.
- 31 de octubre: Leonor de Plantagenet, aristócrata francesa, reina consorte de Castilla por su matrimonio con Alfonso VIII de Castilla.
- Fernando de León, aristócrata leonés, hijo del rey Alfonso IX de León y de la reina Teresa de Portugal y Barcelona.